# Merry Go Mad
Merry Go Mad, voorheen Engelse Draaimolen, is een draaimolen in Attractiepark Slagharen. De attractie werd in het park geplaatst in 1977 en werd gebouwd door H.P. Jackson. De attractie bevat paarden en een aantal koetsen waar de passagiers plaatsnemen en heeft een draaiorgel in het midden staan. De gehele attractie is volledig overdekt en staat ingebouwd in een houten constructie. Vanaf 2022 is de vereiste minimumlengte van de bezoekers verlaagt naar 105 cm na overleg met de Nederlandse TÜV.
Een rit duurt bijna twee minuten en er is plaats voor 26 kinderen.

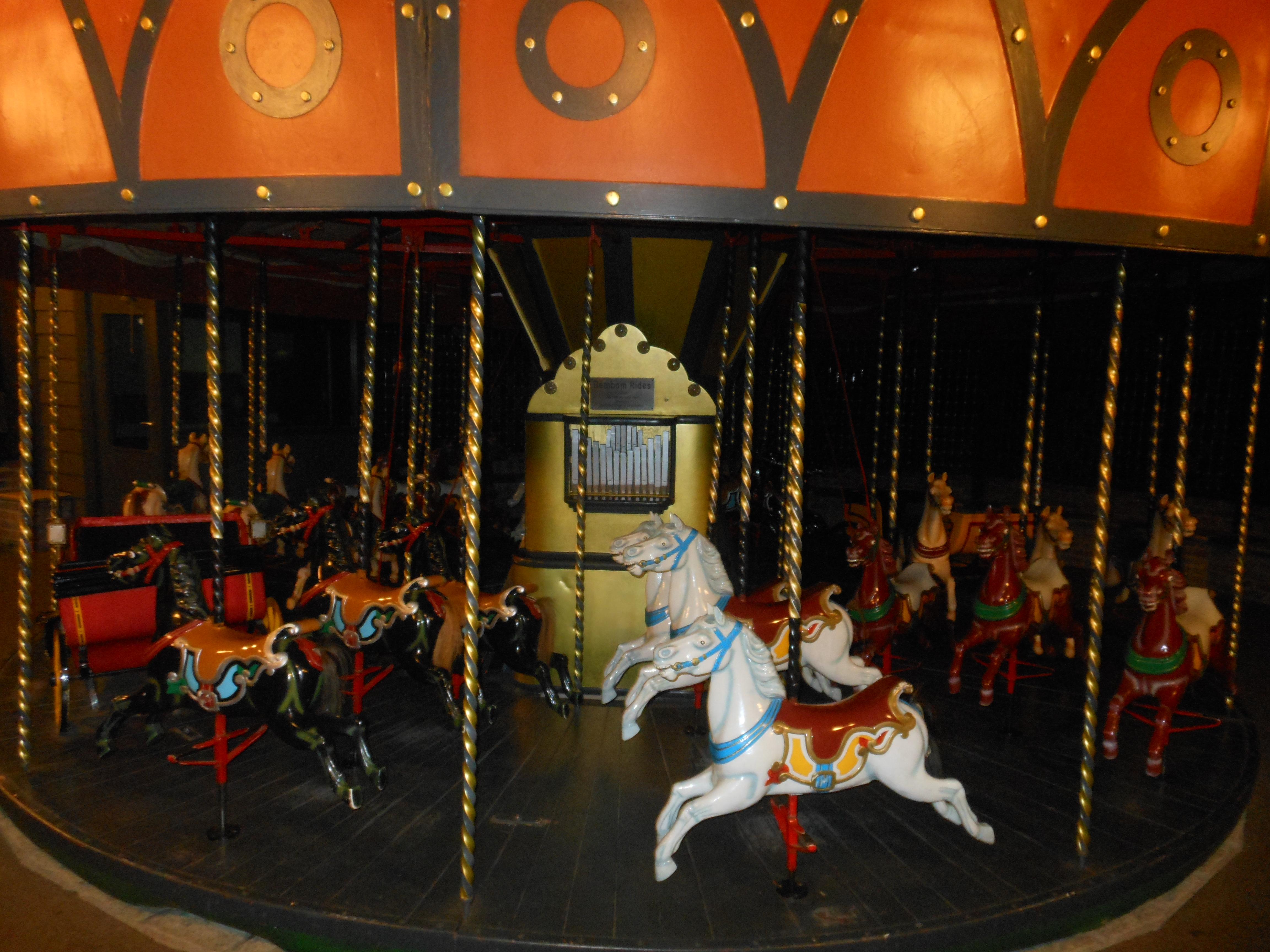
Merry Go Mad

Afbeeldingen · Main Street